# Gieorgij Afanasjew
Gieorgij (Jurij) Jemeljanowicz Afanasjew, ros. Георгий (Юрий) Емельянович Афанасьєв (ur. 16 lutego?/28 lutego 1848 w Ufie, zm. 15 grudnia 1925 w Belgradzie) – rosyjski historyk, dziennikarz, długoletni (1896–1918) dyrektor oddziału Banku Państwowego Imperium Rosyjskiego w  Kijowie, minister spraw zagranicznych Hetmanatu (listopad-grudzień 1918).

## Życiorys
Urodził się w rodzinie wojskowej. W 1869 ukończył studia na Uniwersytecie Noworosyjskim w Odessie. Przedmiotem jego zainteresowań naukowych były:  historia starożytnego Egiptu, historia Słowiańszczyzny i Imperium Rosyjskiego,  historia średniowieczna i nowożytna Wielkiej Brytanii i Francji, literatura rosyjska i ekonomia polityczna.
Od 1879 privatdozent katedry historii powszechnej Uniwersytetu Noworosyjskiego, jednocześnie w latach 1879–1912 korespondent szeregu odeskich i kijowskich czasopism i gazet. W 1884 obronił i opublikował pracę magisterską poświęconą  Turgotowi (Главные моменты министерской деятельности Тюрго), w 1892 dysertację doktorską Warunki handlu zbożowego we Francji w XVIII wieku. Niektóre jego prace były opublikowane we Francji i  Anglii.
Za rekomendacją Siergieja Wittego, ówcześnie ministra finansów Imperium Rosyjskiego został w 1896 roku dyrektorem oddziału Banku Państwowego Imperium Rosyjskiego (ros. Государственный Банк Российской империи) w Kijowie. Oddziałem kierował do 1918 roku.  Jednym z jego osiągnięć była budowa nowej siedziby oddziału, otwartej w 1905 (obecnie siedziba Narodowego Banku Ukrainy).
W okresie Hetmanatu kontroler państwowy w rządzie Fedora Łyzohuba (od 3 maja do 24 października 1918).  Po deklaracji hetmana Pawła Skoropadskiego o federacyjnym związku państwowym z Rosją, powołany 14 listopada 1918 na stanowisko ministra spraw zagranicznych w rządzie Serhija Herbela, funkcję sprawował do upadku Hetmanatu w wyniku skierowanego przeciw niemu powstania i  objęcia władzy przez Dyrektoriat (14 grudnia 1918).
Po upadku Hetmanatu wyjechał do Odessy, publikował w gazecie Одесский листок.  Emigrował do Królestwa SHS, wykładał historię na Wydziale Filologicznym  Uniwersytetu Belgradzkiego. 
Zmarł w Belgradzie. Część jego spuścizny znajduje się w dziale rękopisów  Biblioteki Narodowej Ukrainy.

## Niektóre prace
- Два момента конституционной истории Англии XIX века,  Одесса 1882;
- Главные моменты министерской деятельности Тюрго, Одесса 1884;
- Внешняя политика Наполеона ІІІ,  Одесса 1885;
- Судьбы Ирландии,  Одесса 1887;
- Две публичные лекции о Марии Стюарт Одесса 1888;
- Капитал, спекуляция и банкиры,  Одесса 1893;
- Наши конкуренты, Одесса 1893;
- Гугеноты  при Людовике XIV, Одесса 1895;
- Наполеон І,  Київ 1898;
- Мирабо,  Одесса 1902;
- Наполеон и Александр. Причины войны 1812 года, Київ 1912. wersja elektroniczna